# George Raphaël Béthenod
George Raphaël Béthenod, meglio noto come Raph, o De Las Casas, conte di Montbressieux (Buenos Aires, 8 febbraio 1910 – Neuilly-sur-Marne, 16 giugno 1994), è stato un pilota automobilistico francese, di origine argentina.

## Biografia

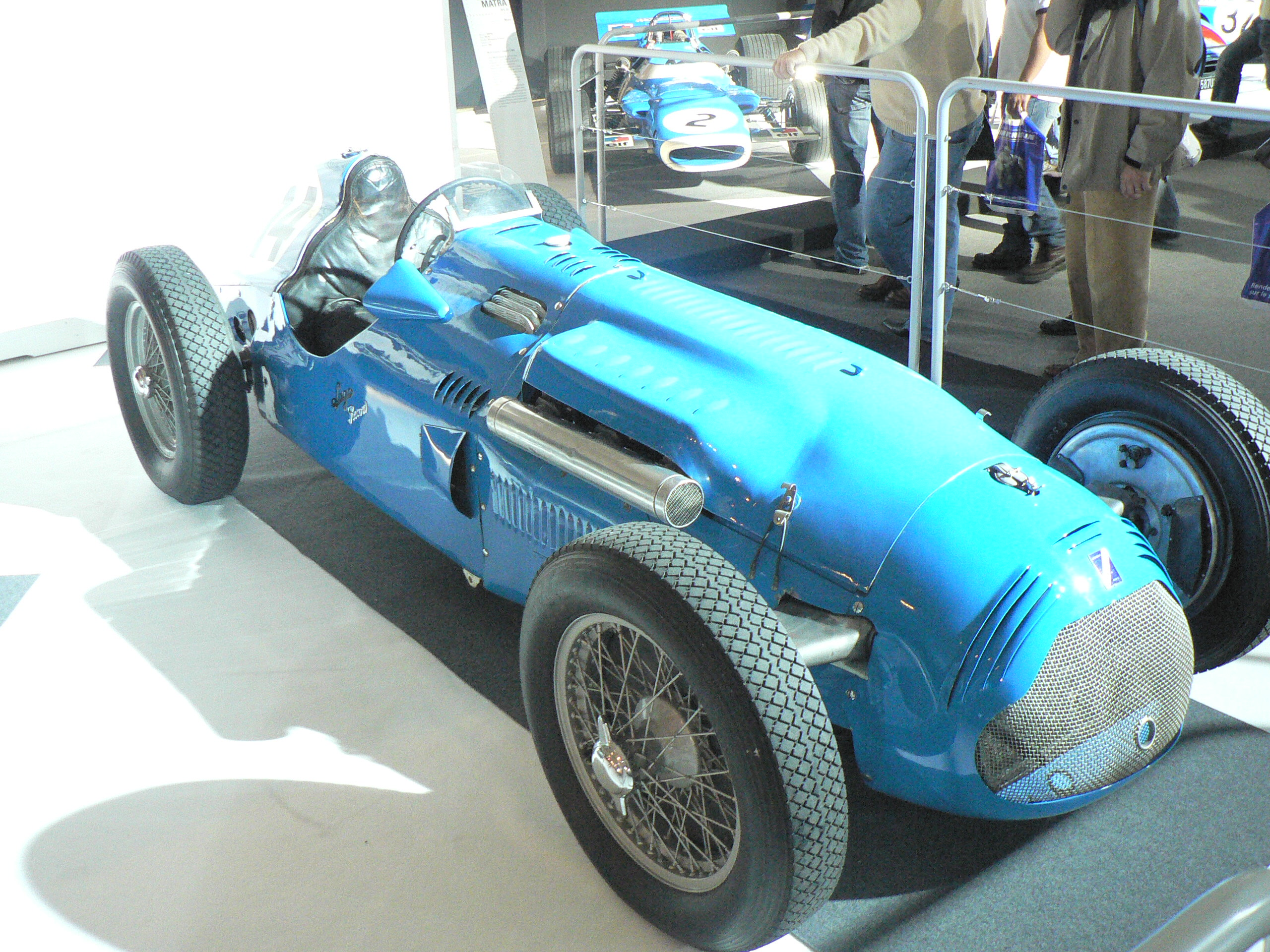
Talbot-Lago T26C

George Raphaël Béthenod nacque a Buenos Aires, da padre francese e madre argentina. Durante la sua carriera motoristica, utilizzò gli pseudonimi Raph e De Las Casas, che era il cognome materno. Dopo tre anni di apprendistato nella categoria cyclecar, guidando vetture Amilcar, Salmson e Rally, si associò con Raymond Sommer per acquistare un'Alfa Romeo tipo B e correre la stagione 1935. Per un malinteso con Enzo Ferrari, i due ricevettero una vettura ciascuno invece che una sola da condividere, come era nelle loro intenzioni: a causa di questo malinteso, Béthenod dovette pagare ulteriori 150000 franchi per l'acquisto della seconda vettura.
Dopo una stagione in cui ottenne buoni risultati, Béthenod decise di acquistare una Maserati V8RI per il 1936, ma senza ottenere risultati significativi, così la rivendette dopo aver partecipato alla Coppa Vanderbilt. Il 1937 lo vide al volante di vetture Talbot e Delahaye fino alla 24 ore di Le Mans, dove subì un grave incidente che gli paralizzò le gambe per sei mesi.
Nel 1938, si unì alla Scuderia Dusio Torino, per la quale guidò una Maserati 6CM da 1500cm3 con cui ottenne un secondo posto alla Targa Florio. Nello stesso periodo, corse anche per l'Ecurie Bleue di Harry Schell, al volante di una Delahaye.
Dopo lo stop imposto dalla Seconda guerra mondiale, Béthenod riprese l'attività agonistica, correndo con i colori della Scuderia Naphtra Course, per la quale vinse il Gran Premio di Nantes e a Interlagos. Per il 1948 acquistò una Talbot-Lago T26C ma, dopo un secondo posto al Gran Premio di Comminges, subì un grave incidente al Gran Premio di Albi, in cui si fratturò il cranio. Béthenod non si riprese mai completamente da questo infortunio e, per il resto della sua vita, soffrì di amnesia. Dopo aver ancora preso parte ad alcune competizioni al volante di vetture Delahaye e Gordini, vendette la sua Talbot-Lago dopo la Temporada del 1950 in Brasile e si ritirò dall'attività sportiva.
In difficoltà finanziarie, divenne l'autista e tutto-fare del suo amico di sempre Maurice Chevalier. Dopo la morte di quest'ultimo, Béthenod trovò lavoro presso un'agenzia di noleggio di auto di lusso sulla Costa Azzurra, dove rimase fino al pensionamento, avvenuto nel 1984. Morì dieci anni dopo, a Neuilly-sur-Marne.